# Peponapis timberlakei
Peponapis timberlakei är en biart som beskrevs av Hurd och Linsley 1964. Peponapis timberlakei ingår i släktet Peponapis och familjen långtungebin. Inga underarter finns listade i Catalogue of Life.